# Voyria pulcherrima
Voyria pulcherrima là một loài thực vật có hoa trong họ Long đởm. Loài này được (Standl.) L.O. Williams miêu tả khoa học đầu tiên năm 1968.